# 森本千瑛
森本 千瑛（もりもと ちあき、1996年4月18日 - ）は、北日本放送 (KNB) のアナウンサー。
富山県富山市出身。片山学園高等学校、上智大学総合グローバル学部を卒業後、2020年4月に北日本放送に入社。

## エピソード
- クイズプレーヤーの林輝幸は、彼女の中学・高校（片山学園中学校・高等学校）の1年後輩にあたる。

## 担当番組

### テレビ番組
- いっちゃん☆KNB - 月曜・火曜・水曜MC（2022年4月4日 - 9月26日）、木曜「まちLIVE」担当
- ZIP!（日本テレビ） - 富山県からの中継担当[4]

### ラジオ番組
- とれたてワイド朝生! - 金曜パーソナリティ（2021年4月 - 2022年3月）

- マリエとやま FOO＆HŌŌ presents オープンマイクとやま - パーソナリティ[5]

- 高原兄の5時間耐久ラジオ 長て長てこたえられんが - アシスタント[6]（2024年4月6日 -）